# Fredrik Svenonius
Fredrik Vilhelm Svenonius (Karlslund, Gammelstad, 25 d'abril de 1852 − 5 de març de 1928) va ser un geòleg suec. Fill de Carl Wilhelm Svenonius i Brita Johanna Sundström, va tenir fins a 10 fills.

## Obres
- Bidrag till Norrbottens geologi (1880)
- Den naturvetenskapliga stationen vid Vassijaure i Torne lappmark (1905)
- Beskrifning till kartbladet Ankarsrum (1905)
- Beskrifning till kartbladet Västervik (1907)